# 周海媚
周海媚（1966年12月6日—2023年12月11日），香港女演員及主持；滿族，老姓瓜爾佳氏，滿族名馬爾塔塔。於1985年香港小姐競選選美后落选并出道，曾是無綫電視1980年代至1990年代的一線當紅花旦，後定居於北京，并在中國大陸发展，擁有自己的工作室。2023年12月11日，該工作室發布訊息指周海媚於12月11日因病紅斑性狼瘡醫治無效于北京辭世，終年57歲。

## 生平

### 早年經歷
周海媚是土生土長的香港人，小時候在離島區長洲長大，後成長於葵涌石籬邨及屯門友愛邨，曾就讀於麗澤譚肇康紀念學校及畢業於順德聯誼總會譚伯羽中學（1985年中五）。周海媚的祖先為鑲白旗，在廣州做五品官，統管清朝廣東省級事務。小時她去廣東周家村祖家，全村還是姓周的人，全是滿族人居住。因周海媚是滿洲貴族，其父親從小到大都對她管教甚嚴，不管是讀書還是生活儀態都保留滿族規則。她與知名演員關之琳和關寶慧皆為滿清八大姓氏之一的瓜爾佳後裔。

### 入行
1985年，周海媚經其父報名參選無綫電視的香港小姐競選而開始演藝事業，雖未能晉身決賽，但經無綫電視邀請及試鏡後進入無綫電視藝員訓練班第1期藝員進修班，隨後成為無綫電視合約成旗下藝員。甫出道，便參演同年台慶劇《楊家將》。
1980年代中後期，周海媚參與多齣劇集演出，而當中較為人熟悉的包括《流氓大亨》和《生命之旅》等，直至演出《義不容情》更紅極一時，迅速成為無綫電視當紅花旦。無綫電視更於《義不容情》拍畢後，安排劇中主演黃日華（飾丁有健），與另一主演、飾演黃日華胞弟的溫兆倫（飾丁有康），以及飾演黃日華表妹及情侶的周海媚（飾李華）上契而成為乾兄妹。
1990年代初，繼續主演不少大製作，包括《笑傲在明天》、《今生無悔》、《末代皇孙》及《怒劍嘯狂沙》等，其中《末代皇孙》让她在台湾知名度上涨。
主演之《今生無悔》是1991年度香港收視冠軍的電視劇集，也是新加坡媒體選出的「二十世紀華語百部經典電視劇」之一。

### 事業高峰
1994年，周海媚憑在臺灣電視公司的電視劇《倚天屠龙记》中周芷若一角，打開了在台灣及中国大陸的知名度，該角色亦成為了她演藝生涯中最有代表性的角色之一。在該劇中 ，周海媚所飾演的周芷若無論是外在容貌與裝扮、臉部表情與眼神、個性和行為舉止、內心的感情戲，都宛如周芷若活生生的從書中走出來，迄今依然是他人無法超越的演藝成就。而由於周海媚完美的演出詮釋了前後個性差異極大，而且心理狀態十分複雜，被公認為極難表演的周芷若一角，憑藉此劇便奠定了她在華人演藝圈中不可動搖的演藝地位。周海媚本人也在該劇播出後，獲得金庸所贈，有金庸親筆簽名的倚天屠龍記小說一書。
1995年，周海媚參演了由《倚天屠龙记》原班人馬製作及演出的台劇《今生今世》，以及無綫電視的《情濃大地》。周海媚曾表示在演藝生涯中其中一個最喜歡的角色就是1995年《情濃大地》裡的劉亞彩，因為該角色需要她從十八歲演到八十歲，具有發揮空間，且她亦很喜歡該劇劇本。她另一個最喜歡的角色是1990年《回到未嫁時》的楊八妹，因為角色性格與自己較相似，而且此劇題材在當時較創新。同年，周海媚開始進軍樂壇，於1995年發表了首張國語專輯《日出愛情》。
1996年起周海媚曾赴日本發展，曾拍攝大尺度內衣寫真。1997年，與日本男演員永瀨正敏拍攝的J-Phone手提電話系列廣告受到注目，獲多家日本傳媒包括《日刊體育》、《Chinese Dragon新聞》、《FLASH》雜誌等刊登大篇幅個人報道。
1997年，周海媚於《大鬧廣昌隆》中飾演女主角女鬼小芙蓉，人氣再度上升，更憑此劇成為萬千星輝賀台慶1997最佳女主角大熱之一（晉身最後七強），最終周海媚與劇中男主演林家棟憑此劇獲頒「最佳感人戀情獎」。該劇更成為1997年無綫劇集收視冠軍，為當年黑馬之一。同年，推出第二張國語專輯《迷戀你》。

### 轉投亚视及中國大陸
1998年，周海媚拍畢《天地豪情》後約滿無綫電視；同年加盟亞洲電視，主演了《縱橫四海》、《影城大亨》及《縱橫天下》。其中，《縱橫四海》更打破慣性收視，令本港台於黃金時段的收視率逼近至無綫電視翡翠台。
至2002年尾約滿離開亞洲電視，其後重心轉至中国大陸發展。

### 復出無綫
2008年，周海媚以外援身份回巢無綫電視拍攝《向世界出發》第三輯，並首次遠赴非洲摩洛哥；踏足撒哈拉沙漠，同年拍攝《學警狙擊》及《蔡鍔與小鳳仙》，再度活躍無綫電視的螢光幕前。
2013年，周海媚再度以外援身份回巢無綫拍攝劇集《神鎗狙擊》，劇中飾演悲慘人物王若玲一角，再度擔任第一女主角，並憑此劇獲提名萬千星輝頒獎典禮2013「最佳女主角」，更鮮有地出席頒獎禮。不過之後周海媚坦言對《神鎗狙擊》的劇本以及拍攝環境感到失望，表示以後不太想再返回無綫拍劇。而《神鎗狙擊》亦是周海媚生前參演的最後一部香港電視劇。

### 後期發展
2014年12月周海媚所參演的《武媚娘傳奇》在中國大陆各大家衛視隆重播出，她在劇中飾演的楊淑妃一角備受好評，人氣再度攀升。她的演技亦被大陸觀眾接受，演技無疑備受好評。此劇她在劇中的角色因展現「事業線」而令不少網民觀注以及嘩然，網民紛紛說道「昔日女神仍然保養有道」，被傳媒封為「凍齡女神」。
2015年，成立周海媚工作室，並表示未來依然主要以內地巿場為主，回無綫電視拍劇的機會不大，並將會以幕後製作為主，但仍對演戲感興趣及會繼續參與幕前演出。
2017年11月，由黎芷珊主持的無綫電視清談節目《最佳拍檔》請來當年《大鬧廣昌隆》內可歌可泣的「人鬼戀」故事主角林家棟和周海媚作分享，當中周海媚分享了多個「撞鬼」經歷。
2018年10月，受邀參加台灣第53屆電視金鐘獎頒獎典禮，與張軒睿搭檔擔任頒獎嘉賓。
2019年，周海媚在新版《倚天屠龍記》中飾演滅絕師太，被評為「最美滅絕師太」。由於25年前她曾在馬景濤版中飾演過周，如今搖身一變成了師父，因此為網民所津津樂道。
她曾透露起初曾三度推演滅絕師太，但最後還是被劇組的誠意打動。此外，周海媚也經常在節目中演唱馬景濤版的的片尾曲《愛江山更愛美人》。
同年，由於在《香蜜沉沉燼如霜》飾演反派荼姚（天后）一角，被部分中國大陆網民在微博攻擊因此宣布不再更新微博。之後她主要在其他社交平台如今日頭條分享近況。
2023年11月11日，周海媚出席於四川省雅安市舉行的「第九屆雅安大熊貓與自然電影周」活動，並獲封「愛心環保大使」。
2023年11月24日，周海媚出席於河北省唐山市舉行的「開爾國際賽鴿愛心公棚2023年度秋季競翔大獎賽頒獎典禮」活動，並演唱1982年無綫電視劇集《萬水千山總是情》主題曲《萬水千山總是情》，以及周曾參演的1989年無綫電視劇集《義不容情》主題曲《一生何求》，是為她生前最後一次公開亮相。

### 逝世
2023年12月11日，周海媚在北京因病醫治無效病逝，終年57歲。翌日晚上九點半，周海媚工作室在新浪微博與今日頭條個人號公佈其死訊。
為悼念周海媚，無綫電視安排自2023年12月18日起，晚上9時30分於J2重播劇集《大鬧廣昌隆》。
2023年12月18日，周海媚工作室在微博代周母發文，表示周海媚的喪禮已於僅在至親的見證下完成。
2023年12月27日，周海媚胞姊周海瑩委託《明報周刊》代為公布周海媚離世後的各項安排，也確認周海媚的死因是突發性心臟病。她生前飼養的寵物已由北京友人代養。周海媚的骨灰則會由家人帶返香港另覓合適墓地安葬。
2024年4月18日，周海媚工作室代周家屬宣布，周的墓地最終選定位於北京昌平區天壽陵園中的如意區（名人大道），因該處是周母在中港各地之中最喜歡的選址，也方便各界人士拜祭。周的墓碑並以其於《倚天屠龍記》中飾演周芷若的造型石刻代替肖像照片。

#### 身体状况
周海媚生前和逝世后数度被传患有红斑狼疮。2006年，杨恭如在博客中公开提起此事曾引发批评，杨恭如后隐去当事人姓名并致歉。死訊公佈後，周海媚藝人好友、時任香港電影工作者總會會長田啟文也指，周海媚生前其實一直飽受全身性紅斑狼瘡困擾，並經常影響其免疫力。2023年12月13日，周海媚乾兄黃日華接受無綫電視綜合資訊節目《東張西望》訪問時透露，早於二人拍攝1998年無綫電視劇集《天地豪情》時，黃日華已察覺周海媚臉部常現紅斑，並詢問周是否患有紅斑狼瘡，但周回答時不置可否。
周海媚生前未承認身患紅斑狼瘡，在2010年傳出紅斑狼瘡症復發，接受《明報周刊》記者訪問時曾稱「這個病，我從沒說過有或冇（沒有），不想重複又重複，只希望大事化小」，只是承認自小有不明原因的血小板低下。
另外，周海媚逝世后不久，一份疑似其在北京中医医院顺义医院就医的电子病历截图在微博上洩漏流传，該病歷記載患者過往病史包括高血壓及系統性紅斑性狼瘡。之后有记者从涉事医院知情人员获悉，已找到两名涉事人员并移交警方，其中一名是医院职員，另一名是其朋友。该职員已被暂停执业，並被警方行政拘留。2023年12月13日，北京市衛生健康委員會亦表示已介入調查事件。

## 個人生活
1986年，周海媚與呂良偉因合作拍攝無綫電視劇集《小島風雲》開始交往。1988年，两人在美國結婚，一年後她提出離婚，多年後又發現其實沒有正式註冊成功，「25年前與呂良偉以為結婚了，但幫忙辦手續的朋友沒說清楚，在美國舊金山申請結婚，要在一年內結婚才有效，所以申請失效了。」
1990年，周海媚拍攝無綫電視劇集《回到未嫁時》時與黎明傳出緋聞，但其後不了了之，而她逝世的日子12月11日碰巧為黎明的生日。1994年，周海媚曾傳與香港游泳教練及演員林偉亮交往；後來林偉亮於2009年出家為僧。1997年，又傳出周海媚介入了因拍攝電話廣告而相識的日本男演員永瀨正敏的婚姻，更被指這是導致永瀨正敏與小泉今日子離婚的原因。1998年，有指周海媚接受迪生集團執行董事伍士榮追求，後來二人於1999年分手。2000年，周海媚傳出與亞洲電視助理編導周家文交往，更一度同居，後二人於2002年分手。
2010年，周海媚接受節目《非常靜距離》訪問时提及自己早在2004年便移居北京，並講述她与建築師男友間的戀情，但表示暫沒生育計劃，決定不婚不育，享受自由樂趣。2009年，又曾傳出周海媚戀上中國內地歌手李貴府。其後，她在2015年在台北接受訪問時，對外表示已與建築師男友結束歷時12年的戀情。

## 影視作品

### 電視劇（無綫電視）
| 首播   | 劇集                 | 角色             |
| ------ | -------------------- | ---------------- |
| 1985年 | 楊家將               | 楊延瑛（楊九妹） |
| 1986年 | 流氓大亨             | 方學寧           |
| 1986年 | 真命天子             | 竇青蓮           |
| 1986年 | 小島風雲             | 商金珠           |
| 1986年 | 赤腳紳士             | 何家寶           |
| 1987年 | 錯愛                 | 杜子菁           |
| 1987年 | 生命之旅             | 屈家裕           |
| 1987年 | 杜心五               | 方 潔            |
| 1988年 | 無名火               | 徐丹彤（Iris）   |
| 1988年 | 嬴單傳奇             | 蝴蝶夫人         |
| 1988年 | 藍色時份             | 周采君           |
| 1988年 | 城市故事             | 許清儀中學同學   |
| 1989年 | 吉星報喜             | 杜二妹           |
| 1989年 | 義不容情             | 李 華            |
| 1989年 | 婆媽女婿             | 林 靜            |
| 1990年 | 回到未嫁時           | 楊八妹           |
| 1990年 | 笑傲在明天           | 安 靖            |
| 1990年 | 成功路上             | 童 瑤            |
| 1991年 | 今生無悔             | 沈文薏           |
| 1991年 | 怒劍嘯狂沙           | 卓 瑪            |
| 1991年 | 危情共舞（電視電影） | 寧               |
| 1993年 | 雌雄大老千           | 阮希靈           |
| 1994年 | 成日受傷的男人       | 梁 季            |
| 1995年 | 情濃大地             | 劉亞彩           |
| 1997年 | 大鬧广昌隆           | 小芙蓉（女鬼）   |
| 1998年 | 天地豪情             | 程嘉慧（Mandy）  |
| 2009年 | 學警狙擊             | 程若芯           |
| 2009年 | 蔡鍔與小鳳仙         | 張鳳雲           |
| 2013年 | 神鎗狙擊             | 王若玲           |

### 電視劇（亞洲電視）
| 首播   | 劇集     | 角色   |
| ------ | -------- | ------ |
| 1999年 | 縱橫四海 | 路 雲  |
| 2000年 | 影城大亨 | 童 恩  |
| 2001年 | 縱橫天下 | 連少君 |

### 電視劇（其他）
| 首播   | 劇集                                   | 角色             |
| ------ | -------------------------------------- | ---------------- |
| 1992年 | 長流不息                               | 趙慧華           |
| 1992年 | 末代皇孫                               | 納蘭如意         |
| 1994年 | 倚天屠龍記                             | 周芷若           |
| 1995年 | 今生今世                               | 田曉晴           |
| 1996年 | 深夜特急                               | 麗 儀            |
| 1998年 | 上海探戈                               | 梅若蘭           |
| 2000年 | 新聞小姐                               | 白 雲            |
| 2003年 | 其實你不懂我的心                       | 徐 可            |
| 2003年 | 亞洲英雄                               | 鄭綺雲           |
| 2003年 | 神拳闊少爺雄                           | 莫亦兒           |
| 2004年 | 生命烈火                               | 江 蕭            |
| 2004年 | 傲骨雄心                               | 莫亦兒           |
| 2006年 | 傲剑江湖                               | 李 柏            |
| 2006年 | 八阵图                                 | 韓蝶衣           |
| 2007年 | 血色迷雾                               | 三太太           |
| 2007年 | 生死對峙                               | 舒 婭            |
| 2008年 | 射鵰英雄傳                             | 包惜弱           |
| 2009年 | 君住長江尾                             | 梁 太            |
| 2010年 | 大潮如歌                               | 程美珊           |
| 2012年 | 王陽明                                 | 婁 妃            |
| 2012年 | 皮五傳奇                               | 強 氏            |
| 2014年 | 婚里婚外那些事                         | 蔡小琴           |
| 2014年 | 武媚娘傳奇                             | 楊淑妃           |
| 2015年 | 大道通天（又名：醉酒當歌，2011年拍攝） | 婉霜             |
| 2015年 | 抓住彩虹的男人                         | 吳夫人           |
| 2016年 | 红星照耀中国                           | 宋美龄（客串）   |
| 2017年 | 軒轅劍之漢之雲                         | 顾雨湘（客串）   |
| 2017年 | 花謝花飛花滿天                         | 孫姑姑           |
| 2018年 | 香蜜沉沉燼如霜                         | 天后 荼姚        |
| 2019年 | 倚天屠龍記                             | 滅絕師太         |
| 2020年 | 我好喜歡你                             | 葉芒             |
| 2024年 | 仙剑四(網絡劇)                         | 玄天神女（客串） |
| 待播   | 特别輸送                               |                  |

### 電影
| 年分   | 片名                           | 角色                 |
| ------ | ------------------------------ | -------------------- |
| 1986年 | 《豬仔出更》                   | 烏珠珠               |
| 1988年 | 《法內情》                     | 劉志鵬女友           |
| 1988年 | 《求愛敢死隊》                 |                      |
| 1989年 | 《情義我心知》                 | 查小珍（Jane）       |
| 1989年 | 《我要富貴》（台譯：父子情深） |                      |
| 1990年 | 《不文小丈夫》                 |                      |
| 1990年 | 《賭王》（台譯：賭王大戰賭聖） |                      |
| 1991年 | 《魔唇劫》                     |                      |
| 1993年 | 《觸目驚心》（台譯：子夜驚豔） | Nancy                |
| 1993年 | 《逃學威龍3之龍過雞年》        | 程文靜               |
| 1994年 | 《非常偵探》                   | 偵探J老婆            |
| 1994年 | 《愛情色香味》                 |                      |
| 1995年 | 《冇面俾》                     | 柔情                 |
| 1996年 | 《飛虎》                       |                      |
| 1997年 | 《求戀期》                     | 陳太                 |
| 1998年 | 《不夜城》                     | 黄秀红（元成贵情妇） |
| 1998年 | 《野獸刑警》                   | YoYo                 |
| 1998年 | 《追兇20年》                   | 陳靜宜               |
| 1998年 | 《愛在娛樂圈的日子》           | 美琪                 |
| 1998年 | 《愈墮落愈英雄》               |                      |
| 2000年 | 《無法無天》                   | 六日/晶晶            |
| 2000年 | 《趕屍先生》                   | 天姬                 |
| 2000年 | 《陰風耳》                     | DVD                  |
| 2002年 | 《35厘米兇心人》               | 芬                   |
| 2003年 | 《五個墮落的男女》             | Moon姐               |
| 2004年 | 《中年危機》                   |                      |
| 2004年 | 《同步凶間》                   | 美儀                 |
| 2007年 | 《母夜叉孫二娘》               | 孫二娘               |
| 2007年 | 《大話股神》                   |                      |
| 2008年 | 《生死28小時》                 | 于麗                 |
| 2010年 | 《楊門女將之軍令如山》         | 楊五娘（馬賽英）     |
| 2010年 | 《紅軍村》                     | 韋三妹               |
| 2010年 | 《愛不愛》                     |                      |
| 2011年 | 《一夜未了情》                 | 宋梅                 |
| 2013年 | 《四大名捕2》                  | 繡衣                 |
| 2013年 | 《敦煌傳奇》                   | 周皇后／周桐         |
| 2015年 | 《熱血男人幫》                 | 祥雲                 |
| 2017年 | 《傲嬌與偏見》                 | 朱侯母               |
| 2019年 | 《濟公之降龍有悔》（網絡電影） | 觀音                 |
| 2019年 | 《捉妖學院》                   | 巫师迪亚             |
| 2019年 | 《素人特攻》                   | 趙風母               |
| 2020年 | 《修羅新娘》（網絡電影）       | 謝貴妃               |
| 2021年 | 《卸甲歸來》                   | 左曼青               |
| 2022年 | 《大漢軍魂》（網絡電影）       | 老月王夫人           |

### MV演出
- 1985年：蔡楓華《沒有妳》
- 1986年：彭健新《Mr. Cool》
- 1987年：呂方《每段路》
- 1987年：許冠傑《愛得好緊要》
- 1988年：譚詠麟《半夢半醒》
- 1989年：齊秦《冬雨》
- 1993年：张学友《吻別》
- 1995年：周海媚《日出愛情》（與黃家諾合演）
- 1997年：周海媚《迷戀你》（與陳豪合演）

### 廣告
- 1997年：日本J-Phone手提電話廣告系列（與永瀨正敏合演）[19]

## 主持作品

### 節目主持/司儀（無綫電視）
| 年代   | 節目名                           |
| ------ | -------------------------------- |
| 1990年 | 寰宇風情（荷蘭特輯）             |
| 1992年 | 香港健康家庭競選                 |
| 1993年 | 開心動物奇觀                     |
| 1993年 | 星晨寰宇奇觀大挑戰（法國、荷蘭） |
| 1993年 | 食物衛生 名人勁鬥星輝夜          |
| 1994年 | 無限愛心獻關懷演唱會             |
| 1995年 | 美妙新旅程（印度特輯）           |
| 1995年 | 杜雷斯無限關懷演唱會             |
| 1997年 | 歡樂滿東華                       |
| 1998年 | 清潔香港稱王稱霸頒獎禮           |
| 2008年 | 向世界出發（第三輯）             |

### 節目主持（亞洲電視）
| 年代   | 節目名     |
| ------ | ---------- |
| 2000年 | 星光伴我行 |

### 節目主持（香港電台）
| 年代   | 節目名               |
| ------ | -------------------- |
| 1999年 | 警訊（與曾智華合作） |

## 音樂作品

### 唱片
| 發行日期 | 專輯         | 語言 | 製作公司       | 發行公司                          | 曲目 |
| -------- | ------------ | ---- | -------------- | --------------------------------- | --- |
| 1995年   | 《日出愛情》 | 國語 | 飛得勝（製作） | 豐華（台灣發行） 華星（香港發行） | 曲目 1. 不要讓我猜 2. 日出愛情 3. 愛我懂我 4. 你是否喜歡我 5. 感傷 6. 平凡女子 7. 我重不重要 8. 對愛死了心 9. 再相信他一回 10. 何妨笑得更溫柔 |
| 1997年   | 《迷戀你》   | 國語 | 飛得勝（製作） | 豐華（發行）                      | 曲目 1. 迷戀你 2. 心病 3. 冷空氣 4. 走私 5. 意外 6. 我們後來會怎樣 7. 愛情公式 8. 猜時間 9. 失去愛情不可怕 10. 情人的第三世界                 |

### 電視劇歌曲
| 年份   | 歌曲名字 | 劇名             | 性質   |
| ------ | -------- | ---------------- | ------ |
| 2009年 | 無愧於心 | 《學警狙擊》     | 插曲   |
| 2009年 | 傷愛一生 | 《蔡鍔與小鳳仙》 | 主題曲 |

### 單曲
- 《想你的眼睛》
- 《她》

## 曾獲得之獎項
| 年份 | 獎項                                                      | 結果   |
| ---- | --------------------------------------------------------- | ------ |
| 1988 | 臺灣金龍獎香港杰出電視女演員獎                            | 獲獎   |
| 1990 | 壹周刊主辦的十大最受歡迎的電視女藝員                      | 第二名 |
| 1991 | 壹周刊主辦的十大最受歡迎的電視藝員                        | 第四名 |
| 1991 | 民生報主辦91年無綫港劇十大巨星最受歡迎的電視女藝員        | 第三名 |
| 1993 | 民生報 - 臺灣最受歡迎香港電視女藝員                       | 第二名 |
| 1994 | 臺灣 - 最具人氣香港電視女藝員                             | 第一位 |
| 1994 | 臺灣 - 夢中情人                                           | 第四名 |
| 1997 | 萬千星輝賀台慶 - 最佳感人戀情獎《大鬧廣昌隆》（與林家棟） | 獲獎   |
| 2002 | 人車盟大獎（《車王雜誌》主辦）                            | 獲獎   |
| 2002 | 魅力非凡大獎（《君子雜誌》主辦）                          | 獲獎   |
| 2010 | 風尚盛典 年度最佳風尚影視女演員獎                         | 獲獎   |
| 2010 | 中法電影榜中榜上世紀90年代最具風尚獎                      | 獲獎   |
| 2010 | 隱形的翅膀 助殘公益晚會頒發助殘愛心大使獎榮譽獎杯         | 獲獎   |
| 2011 | 第二屆中國社工年會 2010年度榮譽社工證書                   | 獲獎   |
| 2015 | 電視世界2015英藝獎                                        | 獲獎   |
| 2019 | 第三届网影盛典年度剧集实力女演员                          | 獲獎   |

## 外部連結
- 周海媚的Facebook專頁
- 周海媚的Instagram帳戶
- 周海媚的新浪微博
- 周海媚工作室的新浪微博
- 周海媚的西瓜視頻頻道
- 周海媚的今日頭條個人號
- 周海媚的小紅書帳戶
- 周海媚（页面存档备份，存于）在中文電影資料庫的頁面
- 周海媚在互联网电影资料库（IMDb）上的資料（英文）
- 周海媚在香港影庫上的簡介
- 周海媚在时光网上的簡介（简体中文）
- 周海媚在豆瓣上的资料（简体中文）
- 周海媚 華文影史庫 簡介 （页面存档备份，存于）